# Павлюк Клим
Клим Павлюк (Закревський) — український дипломат. Полковник Армії УНР. Консул УНР у Вільному місті Данциг (1920—1921). 

## Життєпис
У 1917 році — співробітник лісового департаменту генерального секретаріату земельних справ України, отаман полку Вільного козацтва київського повіту. Член української партії соціалістів-самостійників. Жив у Києві з чужим паспортом і був близький до Юзефа Пілсудського.

## Консульська діяльність
Клим Павлюк був призначений на посаду консула 16 листопада 1920 р. Консульський патент вручив Генеральному польському комісару Бесядецькому 4 грудня 1920 р. Того ж дня український консул наніс візити польському та німецькому консулам. Швейцарський комісар, котрий разом із польським урядовцем репрезентував у Вільному місті Данциг тимчасову верховну владу, призначив йому аудієнцію 9 грудня. Результати офіційних візитів були цілком позитивними. Польський комісар запевнив Клима Павлюка йому невдовзі будуть видані екзекватури, а він особисто справив «як найкращі враження». 
10 лютого Клим Павлюк отримав авансові платежі в польських марках, без права передавати їх іншим особам. Однак отримати асигновані кошти готівкою він не зміг і тоді взяв позичку у гданського громадянина Анджея Віди під заставу «асигновок». На початку квітня позичкодавець висунув вимогу до Міністерства фінансів УНР сплатити гроші за асигновками. Вчинок консула було визнано порушенням службової дисципліни і Міністерство фінансів УНР через порушення консулом фінансової дисципліни ініціювало наприкінці травня його звільнення.
Відповідний наказ було видано за результатами обговорення питання в МЗС УНР. Невдовзі надійшло й повідомлення про скасування консульства згідно з законом від 4 червня 1921 р.
|  | Я поставив консульство на належну висоту в найтяжчих матеріальних умовах, забезпечив прихильність місцевої влади, знищив неприхильність деяких частин місцевої преси — Клим Павлюк. |

В результаті діяльності консула наказ про закриття консульства було скасовано, а установі дозволено продовжити діяльність,
але без фінансування. З 1 вересня звільнявся увесь штат консульства крім Клима Павлюка, який обіймав посаду на громадських засадах.
Деякий час консульство продовжувало діяльність у тісному контакті з українською громадою, сприяло створенню при Політехнічному інституті громади студентів-українців. Консул роздобував для них українські книжки і газети, сприяв вступу українців до інституту. 
Влітку 1921 р. Сенат Вільного міста Гданська запропонував звільненому консулу утворити Український комітет із правом екстериторіальності й очолити його. Однак ідею не вдалося реалізувати. Остання інформація про Клима Павлюка датована 1924 р.